# 마장 분기점
마장 분기점(麻長分岐點, Majang Junction, 마장JC)은 경기도 이천시 마장면 표교리와 목리에 걸쳐 설치된 중부고속도로와 제2중부고속도로가 만나는 분기점이자 제2중부고속도로의 기점이다. 청주 방향은 제2중부고속도로에서 중부고속도로 청주 방향으로의 진입만, 하남 방향은 중부고속도로에서 제2중부고속도로로의 진입만 가능하다.

## 연혁
- 2001년 11월 23일 : 제2중부고속도로 개통과 함께 영업 개시[1]

## 구조물 정보
- 위치: 경기도 이천시 마장면 표교리, 목리

## 접속하는 노선

### 청주・하남방면
- 중부고속도로 (35번)

### 하남방면
- 제2중부고속도로 (37번)

## 구조
직결형 구조로 제2중부고속도로에서 이천 방향을 향해 오는 선이 그대로 중부고속도로 청주 방향으로 합류하는 구조이다. 중부고속도로 청주 방향에서 제2중부고속도로 하남 방향으로 진출입이 불가능하다. 다만 반대 방향으로는 마장프리미엄휴게소를 통해 진출입이 가능하다.